# Conversion de l'Iran au chiisme duodécimain par les Séfévides
La conversion de l'Iran au chiisme a été un processus qui s'est déroulé approximativement du XVIe au XVIIIe siècle et a transformé l'Iran — qui avait auparavant une majorité sunnite — en un État à majorité chiite. Il a également assuré la domination du courant duodécimain au sein du chiisme. Les Séfévides ont réuni l'Iran en tant qu'État indépendant en 1501 et ont établi le chiisme duodécimain comme religion officielle de leur empire, marquant l'un des tournants les plus importants de l'histoire de l'islam.
Les populations du territoire de l'actuel Iran et de l'Azerbaïdjan voisin ont été converties à l'islam chiite au même moment de l'histoire. Les deux nations ont encore de grandes majorités chiites, et le pourcentage chiite de la population azerbaïdjanaise est juste inférieur à celui de l'Iran.

## Iran pré-Séfévide
Après la conquête islamique de la Perse la plupart des habitants se convertirent à l'islam sunnite jusqu'au triomphe des Safavides (qui étaient initialement des soufis chaféi eux-mêmes). Paradoxalement, jusqu'à la fin du XVe siècle, l'Empire ottoman (l'État sunnite le plus puissant et futur adversaire des Safavides chiites) envoyait bon nombre de ses oulémas (savants islamiques) en Iran afin de poursuivre leurs études dans l'islam sunnite, en raison d'un manque de médersas (écoles islamiques) au sein de l'Empire lui-même. La Perse était également un siège d'apprentissage sunnite. Les Iraniens sunnites ont toujours tenu en haute estime la famille de Mahomet. En revanche, avant la période des Safavides, une minorité d'Iraniens était chiite et il y avait relativement peu d'oulémas chiites en Iran.

## IsmaïlIer

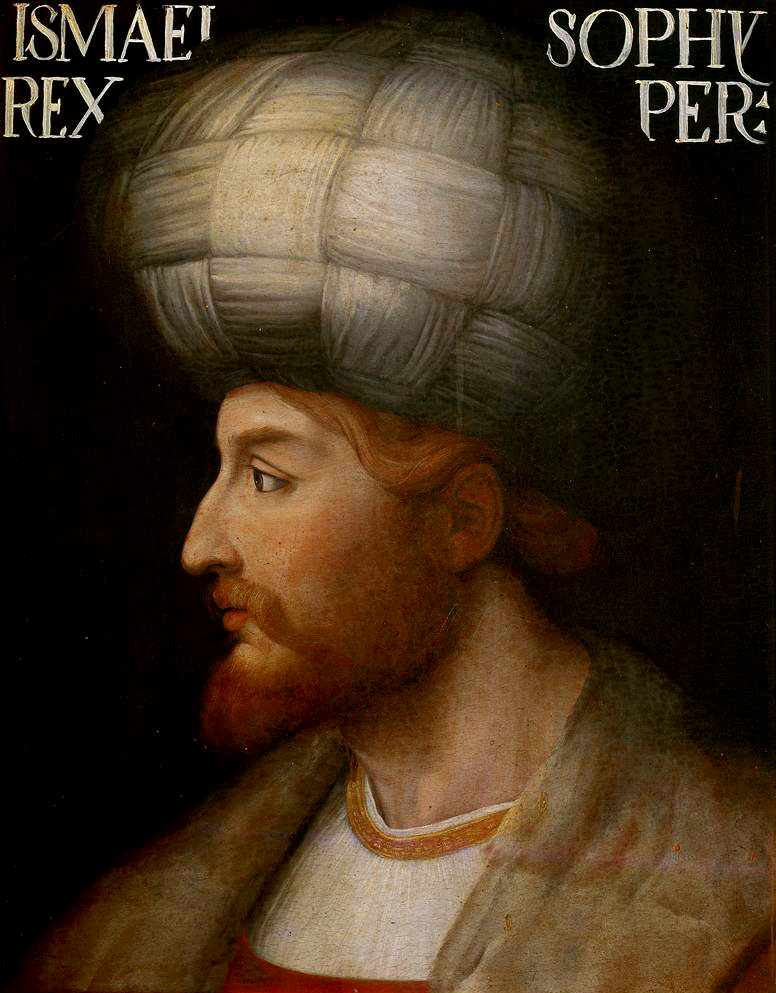
Shah Ismaïl Ier, le cheikh de la Safavieh Tariqa, le fondateur de la dynastie safavide d'Iran et le commandant en chef des armées Qizilbash de l'empire safavide.

De 1500 à 1502, Ismaïl a conquis Tabriz en Iran, ainsi que l'Arménie, l'Azerbaïdjan et certaines parties du Daghestan (nord du Caucase, aujourd'hui partie de la Russie). Il aura fallu la majeure partie de la décennie suivante pour consolider son contrôle sur l'Iran, où la plupart de la population perse était encore sunnite. Son armée a d'abord conquis les régions centrales en 1504, puis le sud-ouest de l'Iran entre 1505 et 1508, enfin la région de Khorassan et la ville de Hérat en 1510. Selon Daniel W. Brown, Ismaïl était « le dirigeant chiite le plus réussi et le plus intolérant depuis la chute des Fatimides ». Il semble qu'il visait la destruction complète de l'islam sunnite, et il a largement atteint cet objectif dans les pays qu'il dirigeait. Sa haine des sunnites ne connaissait pas de limites et sa persécution à leur encontre était impitoyable. Il a exigé que les trois premiers califes soient maudits rituellement, a aboli les ordres soufis sunnites, saisissant leurs biens et a donné aux oulémas sunnites un choix de conversion, de mort ou d'exil. Des érudits chiites ont été amenés d'autres régions pour prendre leur place.

### Raisons de la politique de conversion d'Ismaïl
Plus que d'autres dynasties musulmanes, les Safavides ont travaillé pour la conversion à l'islam chiite et pour la conformité idéologique. Les raisons de cette politique de conversion étaient les suivantes : 
- L'une des principales raisons pour lesquelles Ismaïl et ses partisans ont mené une politique de conversion aussi sévère était de donner à l'Iran et aux terres Safavides une identité distincte et unique par rapport à ses deux ennemis militaires et politiques turcs sunnites voisins, son principal ennemi l'Empire ottoman et les Ouzbeks d'Asie centrale - à l'ouest et au nord-est respectivement[12],[13],[14].
- Les Safavides étaient engagés dans une longue lutte avec les Ottomans — y compris de nombreuses guerres entre les deux dynasties — et cette lutte a continuellement motivé les Safavides à créer une identité iranienne plus cohérente pour contrer la menace ottomane et la possibilité d'une cinquième colonne en Iran parmi ses sujets sunnites[15].
- La conversion faisait partie du processus de construction d'un territoire qui serait fidèle à l'État et à ses institutions, permettant ainsi à l'État et à ses institutions de propager leur domination sur l'ensemble du territoire[16].

### Méthodes de conversion de l'Iran
Ismaïl a consolidé son règne sur le pays et a lancé une campagne approfondie et parfois brutale pour convertir la population sunnite majoritaire au chiisme duodécimain et ainsi transformer le paysage religieux de l'Iran. Ses méthodes de conversion de l'Iran comprenaient : 
- Imposer le chiisme en tant qu'État et religion obligatoire pour toute la nation et conversion forcée des sunnites soufis iraniens au chiisme[18],[19],[20].
- Il a réintroduit le Sadr (arabe, leader) - un bureau qui était responsable de la supervision des institutions religieuses et des dotations. En vue de transformer l'Iran en un État chiite, le Sadr a également été chargé de diffuser la doctrine duodécimaine[21].
- Il a détruit les mosquées sunnites. Cela a même été noté par Tomé Pires, l'ambassadeur du Portugal en Chine qui a visité l'Iran en 1511-1512, qui, se référant à Ismaïl, a déclaré : « Il réforme nos églises, détruit les maisons de tous les Maures qui suivent (la Sunna de) Muhammad et n'épargne jamais la vie d'aucun Juif[22] ».
- Il a imposé la malédiction rituelle et obligatoire des trois premiers califes sunnites (Abu Bakr, Omar et Othmân) en tant qu'usurpateurs, de toutes les mosquées, dissous les Tariqas sunnites et saisi leurs actifs, a utilisé le patronage de l'État pour développer des sanctuaires chiites, des institutions et de l'art religieux et des universitaires chiites importés pour remplacer les universitaires sunnites[23],[24],[25].
- Il a versé du sang sunnite et détruit et profané les tombes et les mosquées des sunnites. Cela a amené le sultan ottoman Bajazet II (qui avait initialement félicité Ismaïl pour ses victoires) à conseiller et à demander au jeune monarque (de manière « paternelle ») de mettre fin aux actions anti-sunnites. Cependant, Ismaïl était fortement anti-sunnite, a ignoré l'avertissement du sultan et a continué à répandre la foi chiite par l'épée [26],[27].
- Il a persécuté, emprisonné, exilé et exécuté des sunnites obstinément résistants[28],[29].
- Avec l'instauration de la règle safavide, le 26 Dhou al-hijja (ou alternativement le 9 Rabia al awal) a célébré l'assassinat du calife Omar. Le clou de la journée a été de faire une effigie d'Omar pour être maudite, insultée et finalement brûlée. Cependant, comme les relations entre l'Iran et les pays sunnites se sont améliorées, la fête n'a plus été observée (du moins officiellement)[30].
- En 1501, Ismaïl a invité tous les chiites vivant hors d'Iran à venir en Iran et à être assurés de la protection de la majorité sunnite [31].

## Érudits sunnites et chiites

### Érudits sunnites
Les premiers dirigeants safavides ont pris un certain nombre de mesures contre les oulémas sunnites d'Iran. Ces étapes comprenaient de donner aux oulémas le choix de se convertir, de mourir ou de s'exiler,, et de massacrer les religieux sunnites qui ont résisté à la transformation chiite de l'Iran, comme en témoigne Hérat. En conséquence, de nombreux érudits sunnites qui ont refusé d'adopter la nouvelle direction religieuse ont perdu la vie ou ont fui vers les États sunnites voisins ,.

### Érudits chiites
Après la conquête, Ismaïl a commencé à transformer le paysage religieux de l'Iran en imposant le chiisme duodécimain à la population. Étant donné que la plupart de la population a adopté l'islam sunnite et qu'une version instruite du chiisme était rare en Iran à l'époque, Ismaïl a importé un nouveau corps chiite ouléma des centres chiites traditionnels des pays arabophones, principalement de Jabal Amel (du Sud- Liban), Mont Liban, Syrie, Arabie orientale et sud de l'Irak afin de créer un clergé d'État,,,. Ismaïl leur a offert des terres et de l'argent en échange de leur fidélité. Ces érudits ont enseigné la doctrine du chiisme duodécimain et l'ont rendue accessible à la population et ont encouragé énergiquement la conversion au chiisme,,,. Pour souligner à quel point le chiisme duodécimaine était alors rare en Iran, un chroniqueur nous dit qu'un seul texte chiite a pu être trouvé dans la capitale d'Ismaïl, Tabriz. On peut donc se demander si Ismaïl et ses partisans auraient pu réussir à forcer tout un peuple à adopter une nouvelle foi sans le soutien des érudits chiites arabes. Les dirigeants de la Perse safavide ont également invité ces érudits religieux chiites étrangers à leur cour afin de légitimer leur propre domination sur la Perse.
Abbas le Grand, pendant son règne, a également importé plus d'érudits chiites arabes en Iran, construit des institutions religieuses par eux, y compris de nombreuses médersas (écoles religieuses) et les a persuadés avec succès de participer au gouvernement, qu'ils avaient évité dans le passé (après la doctrine de l'imam caché).

## Conversions au-delà de l'Iran

### Azerbaïdjan
Après avoir conquis Tabriz en Iran, et l'Azerbaïdjan, le sud du Daghestan et l'Arménie en 1500–1502  un des premiers actes d'Ismaïl a été de déclarer le chiisme duodécimain comme religion d'État, malgré la prédominance des musulmans sunnites dans les nouveaux territoires acquis. Après la déclaration, une campagne de conversion a été lancée et les peuples musulmans du Caucase ont subi de fortes pressions pour accepter le chiisme. L'imposition du chiisme a été particulièrement dure à Chirvan, où une importante population sunnite a été massacrée. Ainsi, la population de l'Azerbaïdjan a été convertie de force au chiisme au début du XVIe siècle en même temps que le peuple de ce qui est aujourd'hui l'Iran, lorsque les Safavides dominaient. L'Azerbaïdjan d'aujourd'hui contient donc la deuxième plus grande population de musulmans chiites en pourcentage juste après l'Iran  et les deux avec l'Irak et Bahreïn sont les seuls pays où la majorité de la population est, au moins nominalement, musulmane chiite.

### Irak
Ismaïl a pris Bagdad en 1508. Cependant, ses armées ont tué avec zèle les sunnites et les ont activement persécutés par le biais d'alliés tribaux du Chah. Ses armées ont également détruit plusieurs sites sunnites importants, notamment les tombes d'Abū Ḥanīfa et d'Abd al Qadir al-Jilani. Les Safavides ont même expulsé la famille de Jilani de Mésopotamie. Après avoir déclaré le chiisme comme la forme officielle de l'islam en Irak, Ismaïl a forcé ses nouveaux sujets irakiens à se convertir au chiisme et a interdit les pratiques sunnites. Il est ensuite retourné en Perse. Ces actions draconiennes des conquérants safavides ont fait bouillir les sunnites mésopotamiens de ressentiment.

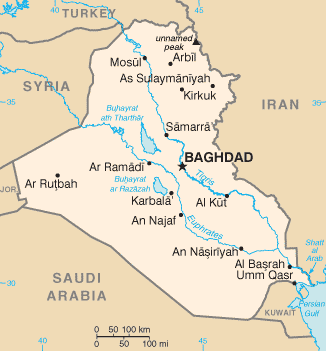
Carte de l'Irak

De même, sous Tahmasp Ier, le centre et le sud de l'Irak, y compris Bagdad et Bassorah, étaient restés aux mains des Safavides et des efforts étaient faits pour établir le chiisme à la place du sunnisme dans ces pays. Des érudits sunnites qui ont refusé d'accepter les doctrines chiites ont été exécutés et les tombes et sanctuaires sunnites ont été détruits, tandis que les principales mosquées ont été converties pour l'usage chiite uniquement. Bien que peu importantes, certaines conversions ont eu lieu et ceux qui sont restés fidèles au sunnisme ont été persécutés jusqu'à ce que Soliman le Magnifique expulse les Safavides de la majeure partie de l'Irak.
Lorsque les Séfévides revinrent en 1624 sous le règne d'Abbas le Grand et reconquirent Bagdad, ils massacrèrent à nouveau les habitants sunnites.

## Résultat historique de la politique de conversion d'Ismail
La politique de conversion d'Ismaïl a eu les résultats historiques suivants : 
- Bien que la conversion n'ait pas été aussi rapide que la politique forcée d'Ismaïl pourrait le suggérer, la grande majorité de ceux qui vivaient sur le territoire de ce qui est maintenant l'Iran et l'Azerbaïdjan se sont identifiés au chiisme à la fin de l'ère safavide en 1722. Ainsi, la population de l'Azerbaïdjan a été convertie de force au chiisme au début du XVIe siècle en même temps que le peuple de ce qui est aujourd'hui l'Iran, lorsque les Safavides dominaient[1]. Par conséquent, ce n'est pas par hasard qu'en Iran et en Azerbaïdjan, les minorités sunnites d'aujourd'hui sont concentrées parmi les groupes ethniques non persans et non azerbaïdjanais du pays qui sont dispersés le long des frontières du pays, avec leurs concitoyens sunnites à côté[32],[45],[55],[56],[57],[58],[59],[60].
- L'expérience Safavide a en grande partie créé la ligne claire de démarcation politique et d'hostilité entre le chiisme duodécimain et le sunnisme, même si les différences doctrinales étaient reconnues depuis longtemps. Avant les Safavides, les duodécimaine s'étaient principalement accommodés politiquement aux Sunnites pendant de nombreux siècles, et de nombreux mouvements religieux combinaient les idées des duodécimaine et des Sunnites[61].
- L'arrivée d'Ismail au pouvoir a marqué la fin de l'islam sunnite en Iran et les théologiens chiites ont fini par dominer l'establishment religieux[44],[62].
- L'organisation hiérarchique du clergé chiite a commencé sous Ismail[63].
- L'utilisation de la religion chiite pour exercer un contrôle n'a pas été complètement réussie. Elle a entraîné l'annexion de vastes régions du pays, mais a été suivie par des siècles de conflits entre les populations sunnites et chiites, même après la chute des Safavides[64].
- L'Iran était un pays chiite et les historiens iraniens modernes conviennent généralement que l'établissement de l'hégémonie religieuse chiite a finalement sauvé l'Iran d'être incorporé dans l'Empire ottoman[65].
- L'avancée ottomane en Europe a souffert (car ils devaient maintenant partager leurs ressources militaires) alors que l'Iran safavide et les puissances européennes ont forgé des alliances, telles que l' alliance Habsbourg-Perse, pour combattre leur ennemi ottoman commun[66].
- Le mot «Safavi» qui signifie Safavid, tel qu'il est utilisé par les sunnites, est devenu associé à tout groupe chiite expansionniste agissant contre les sunnites ou leurs intérêts[67]. L'étiquette est particulièrement utilisée contre l'Iran ou les groupes soutenus par l'Iran et a particulièrement trouvé de la monnaie lors des troubles sectaires au Moyen-Orient au début du XXIe siècle, par exemple en Syrie, au Liban, en Irak et au Yémen.

## Voir également
- Impact safavide sur le chiisme
- La politique religieuse de Nader Shah
- Relations chiites – sunnites
- Situation actuelle des sunnites iraniens

## Sources
- Hūshang Nahāvandī et Yves Bomati, Shah Abbas, empereur de Perse, 1587-1629, Perrin, 1998 (ISBN 978-2-262-01131-4, OCLC 40990327, lire en ligne)
- Michael Axworthy, The Sword of Persia: Nader Shah, from Tribal Warrior to Conquering Tyrant, I.B.Tauris, 2010 (ISBN 978-0857721938)
- William Bayne Fisher, P. Avery, G. R. G Hambly et C. Melville, The Cambridge History of Iran, vol. 7, Cambridge, Cambridge University Press, 1991 (ISBN 978-0521200950, lire en ligne)